# Tubeufia pannariae
Tubeufia pannariae är en svampart som beskrevs av Etayo 2002. Tubeufia pannariae ingår i släktet Tubeufia och familjen Tubeufiaceae.   Inga underarter finns listade i Catalogue of Life.